# 강원시청자미디어센터
강원시청자미디어센터(江原視聽者미디어센터)는 시청자방송제작 지원과 미디어교육 등 시청자 권익향상을 위해 2014년 7월 설립됐으며 방송통신위원회 산하 시청자미디어재단에서 운영하고 있는 기관이다. 강원특별자치도 춘천시 서면 박사로 882번지 (금산리 1013번지) 강원창작개발센터 내에 있다.  미디어교육실, 미디어체험관, 스튜디오, 녹음실, 편집실, 장비대여실 등을 갖췄으며 시청자 방송프로그램 제작 지원 등 강원도민의 미디어 참여 기회를 넓히는 일을 하고 있다. 

## 연혁
- 2014년 7월 7일 강원시청자미디어센터 개관[3][4]
- 2014년 12월 23일 강원도교육청 ‘일터체험 제공 우수기관’ 선정
- 2018년 12월 3일 한국장애인인권상 공공기관부문 수상
- 2020년 12월 29일~2023년 12월 28일 교육부 '교육기부 진로체험 인증기관' 지정

## 같이 보기
- 광주시청자미디어센터
- 대구시청자미디어센터
- 부산시청자미디어센터
- 인천시청자미디어센터